# Lac Marie-Josée
Le Lac Marie-Josée est un lac situé dans la Matawinie à Sainte-Béatrix au Québec. 